# ブルース・ホーンズビー
ブルース・ホーンズビー（Bruce Hornsby, 1954年11月23日 - ）は、アメリカ・バージニア州ウィリアムズバーグ出身のピアノ・アコーディオン奏者およびシンガーソングライターである。
自作自演の歌唱や楽曲提供はもとより、ライブにおいては自然発生的・創造的なパフォーマンスで知られ、クラシック、ジャズ、ブルーグラス、フォーク、モータウン、ロック、ブルースなどのジャンルを切れ目のない即興演奏で描き出す。
その楽曲は業界の賞でもたびたび評価されており、グラミー賞では1987年にブルース・ホーンズビー・アンド・ザ・レインジとして最優秀新人賞、1990年に最優秀ブルーグラスレコーディング賞、そして1993年に最優秀ポップ・インストゥルメンタル賞を受賞している。
ホーンズビーはまた、ソロでのアルバムやライブ活動、自身のライブバンドであるブルース・ホーンズビー・アンド・ザ・ノイズメイカーズ、リッキー・スキャッグスとのブルーグラス・プロジェクト、ジャズトリオのザ・ブルース・ホーンズビー・トリオ、さらにスタジオ・ミュージシャンとして多くのアーティストと共演している。かつてはグレイトフル・デッドとも共同作業を行った。

## 経歴

### 生い立ちおよびキャリア初期
ホーンズビーはあらゆるジャンルの音楽を聴いて育った。彼はリッチモンド大学、バークリー音楽大学とマイアミ大学で音楽を学び、1977年に卒業した。
1974年の春、バージニア大学で学んでいた兄のボビーが「Bobby Hi-Test and the Octane Kids」というバンドを結成し、弟であるブルースをフェンダー・ローズおよびボーカル担当に据えた。このバンドは、主にグレイトフル・デッドのほか、オールマン・ブラザーズ・バンド、ザ・バンドの曲を演奏していた。兄ボビーとの共同作業は長く続かなかったが、ボビーの息子であるR・S・ホーンズビーJr.は後にホーンズビーのバンドでゲスト・ギタリストとなり、ツアーにも参加した。
マイアミ大学を卒業後、ホーンズビーは彼の兄であり作曲のパートナーでもあるジョン・ホーンズビーと共にロサンゼルスに移り、20世紀フォックスで3年間映画音楽の作曲に従事していた。ロサンゼルスでのホーンズビーはスタジオ・ミュージシャンとしても活動し、シーナ・イーストンのバンドとツアーに出るなどした後、再び地元バージニア州に戻った。

### ザ・レインジ時代
1984年、ホーンズビーはブルース・ホーンズビー・アンド・ザ・レインジ（Bruce Hornsby and the Range, 以下「ザ・レインジ」）を結成後、後に彼のプロデュースを手掛けたり、彼の楽曲を取り上げたりすることになるヒューイ・ルイスと出会い、それが縁で、翌1985年にRCAレコードと契約した。ホーンズビー以外のバンド・メンバーは、デイヴィッド・マンスフィールド（ギター、マンドリン、ヴァイオリン）、ジョージ・マリネッリ（George Marinelli、ギター、コーラス）、ジョー・プエルタ（ベース、コーラス）、ジョン・モロ（ドラムス）。
ホーンズビーのレコーディング・キャリアは、彼の楽曲の中で最大のヒットとなった「ザ・ウェイ・イット・イズ」で始まった。この曲は1986年のアメリカ音楽チャートでトップに立った。疾走感がありながらも内省的なピアノリフと That's just the way it is / Some things will never change / That's just the way it is / But don't you believe them という歌詞の繰り返しが受けたこの曲は、公民権運動と根強い人種差別の一面を描き出した。また、この曲は一面で、1980年代初頭から中盤にかけての経済不況に対する不満をかこっていたアメリカの大衆を刺激するものでもあった。その後この曲は、2パック、E-40やメイスなど、6組以上のラップ・アーティストにサンプリングされている。
このシングルの世界的な成功を受けて、アルバム『ザ・ウェイ・イット・イズ』はマルチプラチナアルバムとなり、さらに収録曲の「マンドリン・レイン」がトップ5に入るヒットとなったほか、「エヴリ・リトル・キス」 ("Every Little Kiss") も好評だった。この他の収録曲も、一部で“バージニア・サウンド”と呼ばれるようになる、南部の味わいを感じさせるロック・ジャズ・ブルーグラスのミックスというスタイルを確立するのに貢献した。この勢いを駆ったザ・レインジは1987年、シンプリー・レッドなどを抑えてグラミー賞最優秀新人賞を獲得した。
ザ・レインジのサウンドは、他のアーティストと比べて幾分特徴的であった。一つには、ホーンズビーのピアノソロにおけるシンコペーションの多用。また、ホーンズビーのピアノは1980年代のポップスで一般的だったものに比べてより明るいサウンドであり、さらに、「ザ・ショー・ゴーズ・オン」("The Show Goes On")、「ザ・ロード・ノット・テイクン」("The Road Not Taken") といった曲で、ホーンズビーのソロの間シンセサイザーをバックグラウンドで鳴らし続けるという点のほか、ジョン・モロのドラムがしばしば曲全体を通してループしていたという点がある。これは典型的なダブルタイム・ビートであり、ホーンズビーや他のバンド・メンバーがさらに多くのソロを入れる助けになった。
ザ・レインジの2枚目のアルバム『シーンズ・フロム・ザ・サウスサイド』は1988年に発表された。このアルバムからマンスフィールドに代わってピーター・ハリス (Peter Harris) が加入した。本作からは「ルック・アウト・エニー・ウィンドウ」("Look Out Any Window") や「ザ・ヴァレー・ロード」("The Valley Road") といった、“さらに広がりのある”アレンジによってホーンズビーのピアノソロが“さらに表現豊か”になったと多くの批評家に賞賛されたヒット曲が生まれた。ホーンズビーの友人であるヒューイ・ルイスに提供し、ナンバーワン・ヒットになった楽曲「ジェイコブズ・ラダー」のセルフカヴァーも収録されている。『シーンズ・フロム・ザ・サウスサイド』はアルバムとしては成功し、再び「アメリカ的なもの」や「小さな町」への郷愁をリスナーに呼び起こしたが、この後シングル中心になっていった音楽市場において、本作はザ・レインジによる最後のヒット・アルバムとなった。
1988年、ホーンズビーはグレイトフル・デッド（以下「デッド」）と初めてステージで共演を果たした。これ以後、ザ・レインジの解散までホーンズビーはデッドと共演を続けていくことになる。当初はゲストとしての共演だったが、数年後にはツアーのレギュラーメンバーとなった。1980年代後半から1990年代初頭にかけて、ホーンズビーはデッドのプロデューサーおよびサイドメンバーの役割を務め、また、ホーンズビー自身のアイドルであったレオン・ラッセルの復帰第1弾アルバムもプロデュースしている。
1989年、ホーンズビーはドン・ヘンリーのヒット曲「エンド・オブ・ジ・イノセンス」をヘンリーと共作し、ピアノも担当した（サックスはウェイン・ショーターが担当）。1991年にはボニー・レイットのヒット曲「夕映えの恋人たち」のピアノを担当した。その後もホーンズビーはこの2曲を自らのコンサートで披露している。この時期は、他にもボブ・ディラン、ロビー・ロバートソン、クロスビー、スティルス&ナッシュやスクイーズのアルバムにゲスト参加した。
この時代、ホーンズビーは次第にジャズやブルーグラスの要素を自らの音楽に取り入れるようになり、まずライブ・パフォーマンスで、後にスタジオでのレコーディングでも使うようになった。1989年、テルライド・ブルーグラス・フェスティバルに初出演。さらに、自身のヒット曲「ザ・ヴァレー・ロード」をカントリーバンドのニッティ・グリッティ・ダート・バンドと共に再演し、この曲は翌1990年のグラミー賞最優秀ブルーグラスレコーディング賞を受賞した。
1990年、ザ・レインジのアルバム『ナイト・オン・ザ・タウン』を発表。この作品ではウェイン・ショーターやチャーリー・ヘイデンといったジャズ・ミュージシャンや、ブルーグラスの先駆者であるベラ・フレックと共演した。ホーンズビーのスタイルが変化してきたことが明らかに分かるアルバムで、ジェリー・ガルシアのギターを前面に押し出すなどロック色が強くなっており、とりわけ、ヒット・シングル「アクロス・ザ・リバー」("Across the River") などでこれが顕著であった。コンサートでは、ザ・レインジは1曲の演奏時間を長くし、さらに多くの“自由な音楽的やり取り”を取り入れるようになった。このアルバムは批評家にも受けがよく、プロデュース、政治との関連性、凝り固まったポップミュージックを脱してジャズやブルーグラスを取り入れたホーンズビーの姿勢が評価された。
しかしながら、最終的にはザ・レインジの核にある「ロックバンド」的サウンドがホーンズビーの本当にやりたかったことを妨げた形になり、1991年に行なった3週間のツアーを最後にホーンズビーはバンドを解散し、新たな段階へ進むことになった。バンドメンバーは各自の音楽キャリアを求めてそれぞれの道に進んだ。ドラムのジョン・モロは、その後も数年間ホーンズビーと共演を続けたが、アザー・ワンズにホーンズビーと参加した後、フィル・レッシュのバンドのドラマーとなり、ホーンズビーとの共同作業は終了した。

### グレイトフル・デッド時代

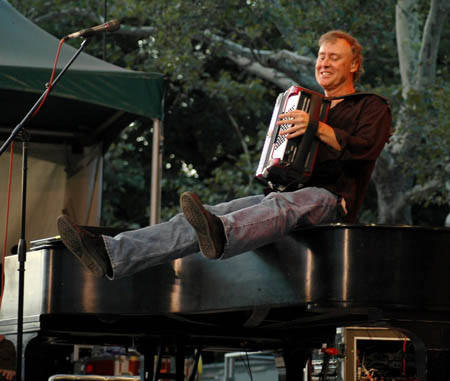
アコーディオンを演奏するホーンズビー。ニューヨーク・セントラル・パークにて

1990年、デッドのキーボーディストであったブレント・ミッドランドの急死によって、ホーンズビーはヴィンス・ウェルニックとともにデッドのキーボーディストとなり、同年9月から1992年3月24日まで、デッドでピアノおよびアコーディオンを担当していた。
この時期、ホーンズビーの音楽活動はほぼデッドのみに限られていたが、彼自身の音楽が目覚ましい発展を遂げたのもまたこの時期であった。批評家は、フォークやブルースをサイケデリック・ロックに緩く織り込んだり、長時間のジャムを行なったりするデッドの根強い伝統が「（ホーンズビーを）ポップスの本流という枠の中からさらに飛び出させた」と分析している。さらに、「密接な音楽的関係」がジェリー・ガルシアとホーンズビーとの間に形成され、ジャズ的な即興性というホーンズビーのいつものスタイルがデッドの音楽性に加わり、これが結果的にデッドにおけるガルシアのギターソロを甦らせ、再び焦点を当てることを助けたという指摘もされている。ホーンズビーとガルシアとの友情はデッドの内外を問わずに続き、他の数枚のアルバムやライブを通して“対決”することで、互いにミュージシャンとして技術を高めていった。結果的に、ホーンズビーはその音楽の多面性や自由なジャムに入ったり出たりできる能力によって、長年のデッド・ファンにも支持を広げていった。
ホーンズビーのオリジナル曲「ザ・ヴァレー・ロード」や「スタンダー・オン・ザ・マウンテン」("Stander on the Mountain") は、デッドのコンサートでもたびたび演奏された。またホーンズビーも、デッドのライブ・アルバム『インフラレッド・ローゼス』収録の「シルバー・アップルズ・オブ・ザ・ムーン」("Silver Apples of the Moon") で即興演奏を披露している。彼のデッドとの関係は、1995年のデッド解散まで続き、デッドのコンサートへの出演は100回以上を数えた。1990年代の初めから現在に至るまで、ホーンズビーのライブには数多くのデッドヘッズ（デッドの熱狂的ファン）がつめかけるようになっている。これについて、ホーンズビー自身は「グレイトフル・デッド時代からのファンのみんなはとても好きだ。なにしろ、彼らは結構冒険的な音楽リスナーだからね」と語っている。彼はデッド時代に敬意を表する意味で、自身のコンサートで数多くのデッドの曲を演奏したり、スタジオ・アルバムやライブ・アルバムでオマージュを捧げている。
1994年、デッドがロックの殿堂入りを果たした際、ホーンズビーがプレゼンターを務めた。その後も、ホーンズビーはボブ・ウィアーのバンドラットドッグ、ミッキー・ハートのソロ・プロジェクトや、2005年に開催されたジェリー・ガルシアの追悼コンサート「Comes a Time」への出演など、デッド関連のプロジェクトに関わり続けている。

### ソロ時代

#### ソロ名義レコード
ホーンズビーは初のソロ名義によるアルバム『ハーバー・ライツ』を1993年に発表した。このアルバムではさらにジャズへの志向を見せ、パット・メセニー、ブランフォード・マルサリス、ジェリー・ガルシア、フィル・コリンズにボニー・レイットと、一流のゲストミュージシャンが揃っていた。それまでのアルバムとは違って、本作はホーンズビー自身やゲスト・ミュージシャンの「長時間のインストゥルメンタル」ソロプレイが「曲から自然に流れ出てくる」ように計られたものであった。アルバム全体のトーンは、50秒間のソロピアノの後にアップテンポなジャズナンバーへと展開し、メセニーのギターで締めくくられる1曲目の表題曲によく表現されている。アルバムの最後は、ガルシアのギターソロにホーンズビーのピアノが絡む「パスチャーズ・オブ・プレンティ」("Pastures of Plenty") で幕となる。「トーク・オブ・ザ・タウン」("Talk of the Town") ではグレイトフル・デッドの曲「ダーク・スター」からの引用もされている。ミッドテンポな「フィールズ・オブ・グレイ」("Fields of Gray") は、このアルバムを制作する直前にホーンズビーに生まれた双子の息子たちのために書かれ、ラジオでもよく流された。本作は「クールでジャジーなサウンド」「アメリカ人の人生、愛、そして心の痛みが丁寧に描かれている」として、批評家やファンにも好評であった。この年、バルセロナオリンピックのためにマルサリスと共作した「バルセロナ・モナ」("Barcelona Mona") で、グラミー賞最優秀ポップ・インストゥルメンタル賞を受賞。ホーンズビーにとって3度目のグラミー受賞であった。
1995年、アルバム『ホット・ハウス』を発表。ジャケットには、ブルーグラスの大御所ビル・モンローとジャズの重鎮チャーリー・パーカーがジャムセッションを行なっている姿を想像したイラストが使用され、当時ホーンズビーが発展させていた、多ジャンルをミックスした豊かな音楽スタイルの比喩となっている。このアルバムでは前作『ハーバー・ライツ』から続くジャズサウンドが展開されているが、ここでは『ナイト・オン・ザ・タウン』や他アーティストとの共同作業からのブルーグラスの風味が再び取り入れられている。それまでの作品にも社会的な歌詞の曲があったように、本作でも配偶者間の殺人を歌った「カントリー・ドクター」("Country Doctor")、原子力事故を取り上げた「ホット・ハウス・ボール」("Hot House Ball")、結婚式の日の不倫というテーマの「白いホイールのリムジン」("White Wheeled Limousine") など、曲自体はキャッチーながらその背後にあるメッセージは非常に暗いものが多かった。ゲストミュージシャンは、以前の作品と同じくパット・メセニーやジミー・ハスリップなどが参加しており、ベラ・フレックも再びバンジョーで加わっている。
自分の曲をより発展させることに対するホーンズビーのこだわりを証明するものとして、このアルバムより5年前に「白いホイールのリムジン」が既にステージで演奏されているという事実が挙げられる。グレイトフル・デッドの1990年12月31日のニューイヤー・コンサートで、ブランフォード・マルサリスが前座を務めた際、マルサリスとロブ・ワッサーマン、それにホーンズビーがこの曲を演奏したが、『ホット・ハウス』バージョンでは、ホーンズビーのピアノの脇でメセニーのギターとフレックのバンジョーが複雑な掛け合いを熱く繰り広げている。また、「タンゴ・キング」("Tango King") では、グレイトフル・デッドの曲「エスティメイテッド・プロフェット」("Estimated Prophet") のブリッジ部分を引用し、新たな歌詞を付けて、デッド時代にオマージュを捧げている。このアルバムでは、『ハーバー・ライツ』でトランペットを担当したジョン・ダース (John D'earth) がさらに大きな役割を担っているほか、木管楽器のボビー・リード (Bobby Read) とベースのJ・V・コリアー (J. V. Collier) が新たに加わった。リードとコリアーは現在でもホーンズビーと共に活動している。
| 「                      | その時々の瞬間に、創造的・自然発生的であること、そして現在形で音楽を作ること、それがライブなんだ。僕が曲を書き、みんなでレコードを作ると、そのレコードが出発点、基本的な青写真、アレンジの基礎になる。僕は創作的なことになるとまったく落ち着きがないんだ。トップ40バンドに名前が出るような人間じゃなかったのも、毎回同じことをやることが好きじゃなかったからだろうね。作曲家というものは自分の作品を美術館の展示作品みたいに考えているところがあるけど、僕はそれには同意しない。僕の曲は生き物で、年を重ねるごとに発展し、変化し、成長していくものだと思っている。 | 」 |
| —ブルース・ホーンズビー | |    |

この時期、彼のコンサートはより緩やかで和んだ雰囲気を持つようになり、聴衆からのリクエストを受けるようにもなった。ホーンズビーのコンサートは、アルバム曲が「長時間の自然発生的なメドレー」に変貌するための「出発点」となったのである。聴衆のリクエストを受けてステージ上で進行を決定するようになったことによって、ホーンズビーのパフォーマンスは「全く違うように見えるこれらの要素をより合わせる方法を見つける」ための、彼自身に対する挑戦ともいえる機会になるようにもなってきた。
ホーンズビーは次に、いくつかのデッド再生に関わるプロジェクトに携わった。その中にはアザー・ワンズの結成、そしてライブ・アルバムの『ザ・ストレンジ・リメイン』も含まれていた。「ジャック・ストロー」("Jack Straw") や、亡きジェリー・ガルシアに代わりホーンズビーがリード・ボーカルを取った「シュガーリー」("Sugaree") などのかつてのデッドの曲を復活させる作業において、ホーンズビーのピアノとボーカルは重要な位置を占めた。また、ホーンズビーのオリジナル曲「白いホイールのリムジン」「レインボーズ・キャディラック」("Rainbow's Cadillac") もアザー・ワンズで演奏された。
『ホット・ハウス』から3年後の1998年、ホーンズビーにとって初の2枚組アルバム『スピリット・トレイル』を発表。ジャケット写真にホーンズビーのおじのユーモラスな姿をあしらったこの作品は、インストゥルメンタル曲に加えてロック、ジャズ、その他ホーンズビーがそれまで追い求めてきた音楽すべてが注ぎ込まれたものであった。スピリチュアルでほとんどゴスペルに近い「プリーチャー・イン・ザ・リング・パート1 & 2」("Preacher in the Ring, parts I & II") から、キャッチーなコード進行を見せる「サッド・ムーン」("Sad Moon") まで、様々な素材で織られたタペストリーのような作品である。「サンフラワー・キャット」("Sunflower Cat (Some Dour Cat) (Down With That)") ではグレイトフル・デッドの曲「チャイナ・キャット・サンフラワー」("China Cat Sunflower") をサンプリングし、本作でもデッドへのオマージュを捧げている。『スピリット・トレイル』はホーンズビー作品の中でも特に悔恨の思いを強く歌った歌詞が多く、「極めて南部的なテーマ」の「人種、宗教、裁きと寛容についての曲」であり、「これらの問題に対する取り組み」を考えた作品である。
『ハーバー・ライツ』『ホット・ハウス』『スピリット・トレイル』という流れを通じて、ホーンズビーのピアノ演奏は次第に複雑さを帯びるようになり、『スピリット・トレイル』の「キング・オブ・ザ・ヒル」("King of the Hill") に見られるように、いくつもの音楽スタイルを束ね、さらに難しい技術を取り入れるようになっていった。このソロ・アルバム時代に、ホーンズビーはキャリアの中で初めて、彼のソロピアノによるミニツアーを数本行なった。これらの公演では、クラシック曲、ジャズのスタンダード、伝統的なブルーグラス、フォーク、フィドル曲といったジャンルを超えて、グレイトフル・デッドの曲、そしてもちろん自作曲の再アレンジ版を自在に行き来する演奏を見せた。ホーンズビー自身は、この集中的なソロ・パフォーマンスの期間について、「ピアノの研究に再び没頭する」ことができ、「自身の演奏がまったく新しいレベルに導かれ」、バンド形式ではできなかったであろう探索や即興演奏が可能になったと振り返っている。

#### ホーンズビー・アンド・ザ・ノイズメイカーズ
ホーンズビー自身のツアーバンド・メンバーは1998年から2000年にかけて大きく入れ替わった。中でも、長年ホーンズビー・バンドのドラマーとして活動してきたジョン・モロが、フィル・レッシュのバンドフィル・レッシュ・アンド・フレンズに加入し、ホーンズビーとの活動を終了したことが大きい。

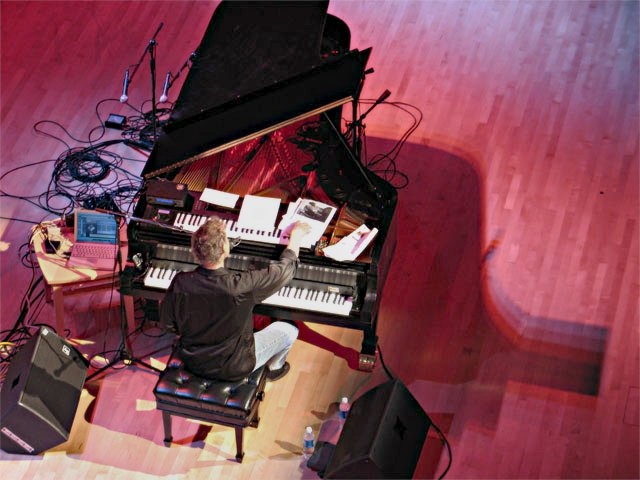
ソロ・パフォーマンスで観客のリクエストに応じて演奏するホーンズビー。2005年6月21日、メリーランド州ノースベセスダにて

この頃はライブに関して革新的な発展を遂げた時期であり、自身のバンドを率いてカリフォルニア州オークランドのジャズクラブで連続20公演を開催した。ホーンズビーと彼のバンドは「完全に自然発生的な調子で曲という曲を演じて回ることが可能」であったのである。この時点から現在に至るまで、ホーンズビーは公演前にセットリストを用意することすらしなくなり、代わりに聴衆からのリクエストによって演奏曲を選ぶというスタイルになっている。ホーンズビーはそれまでと違ったタイプのサウンドを試そうとして、ギターのスティーヴ・キモックや、強いエフェクトが特徴の木管楽器奏者ボビー・リードといったミュージシャンたちとの共演につながり、これが現在のバンドブルース・ホーンズビー・アンド・ザ・ノイズメイカーズ (Bruce Hornsby & the Noise Makers) を形成することになった。2000年、これらのライブからとられた演奏を、ライブ・アルバム『ヒア・カム・ザ・ノイズメイカーズ〜ライヴ・ベスト』としてまとめ、またさらにこの新たなバンドと共に長期間のツアーにも出た。
ザ・ノイズメイカーズのメンバーは、キーボード・オルガンのジョン・“J・T”・トーマス (John "J. T." Thomas)、サクソフォン・木管楽器・フルートのボビー・リード、ベースのJ・V・コリアー、ギター・マンドリンのダグ・デリーベリー (Doug Derryberry) と、数人の前任者から引き継いで正ドラマーになったサニー・エモリーである。
『ヒア・カム・ザ・ノイズメイカーズ』はホーンズビーのコンサートの雰囲気をよくとらえているというだけでなく、彼の力強い気質やそれまで追い求めてきた真に多様なスタイルを反映し、ライブパフォーマンスがあたかも完全な音楽的瞬間を求める旅のようになっている。このアルバムは、ジャムバンドのやり方の中にロック、ジャズ、クラシックを含んだスタイルを作り上げるというホーンズビーの強い意志が表れている。本作では、フルバンドという構成の中、完全に自然発生的な即興演奏や、ホーンズビーのソロによって元の曲が何なのか分からないほどにまでアレンジが加わっているのが見て取れる。また、ジョージ・ガーシュウィン、サミュエル・バーバー、ビル・エヴァンス、バド・パウエルそしてボブ・ディランといった、ホーンズビーが影響を受けているアーティストの曲のカヴァーも収録されている。そして、デッドの「レディ・ウィズ・ア・ファン」("Lady with a Fan") や「ブラック・マディ・リバー」("Black Muddy River") といった曲も演奏し、その影響を直接的に認めているほか、デッドの「ワーフ・ラット」("Wharf Rat") から「そのまま出てきたかのような」アレンジの「ザ・ヴァレー・ロード」も演奏している。
ホーンズビーの次のスタジオ・アルバムは、2002年の『ビッグ・スウィング・フェイス』であった。これはホーンズビーのキャリアの中でも最も実験的な作品であり、彼のアルバムの中で唯一、まったくピアノを弾いていない。ポストエレクトロニカのビートやドラムループ、Pro Toolsによる編集、密度の濃いシンセサイザーのアレンジが中心である。本作はまた、「意識の流れ的な言葉遊び」を用いた、それまでの作品よりもエキセントリックかつユーモラスな歌詞を用いている。それまでのホーンズビーらしさが見えるのは「カートゥーンズ&キャンディ」("Cartoons & Candy") でのフュージョン・ジャムや、スティーヴ・キモックの長いギターソロにジャムバンドの影響が見られる「ザ・チル」("The Chill") 程度であり、逆に1曲目の「スティックス&ストーンズ」("Sticks and Stones") ではレディオヘッドの「エヴリシング・イン・ イッツ・ライト・プレイス」("Everything in its right place") にオマージュを捧げたりもしている。『ビッグ・スウィング・フェイス』は「新しい、進歩したブルース・ホーンズビー」という賞賛から、「誰か他の人物が歌っているようだ」「2002年の変なレコードナンバーワン」という批判まで、毀誉褒貶さまざまであった。RCAの宣伝が不足していたこともあってセールスは芳しくなく、結果的に本作が同レーベルにおける最後の作品となった。
2004年、ホーンズビーは19年在籍したRCAレコードを離れ、さらにアコースティックでピアノを中心に置いたアルバム『ハルシオン・デイズ』をコロムビア・レコードから発表し、批評家から「純粋なホーンズビー」と評価された。ゲストにスティング、エルトン・ジョン、エリック・クラプトンを迎え、「ゴナ・ビー・サム・チェンジズ・メイド」("Gonna Be Some Changes Made")、「キャンディー・マウンテン・ラン」("Candy Mountain Run")、「ドリームランド」("Dreamland") そして「サーカス・オン・ザ・ムーン」("Circus On The Moon") といった、ホーンズビーの即興演奏やノイズメイカーズのライブサウンドの多様性を示した収録曲は、すぐにコンサートでの定番となった。一方で、ホーンズビーのソロピアノによる曲「ホワット・ザ・ヘル・ハップンド」("What The Hell Happened To Me")、「フーレイ・フォー・トム」("Hooray For Tom")、「エアー・ゴードン」("Heir Gordon") は「ランディ・ニューマンの作品のよう」とも評された。本作は『ビッグ・スウィング・フェイス』に比べればさほどリスクを冒した作品ではなかったが、「（ホーンズビーの）彼らしい曲と冒険的な面の絶妙なバランス」と評価された。本作発表後の、ノイズメイカーズとのツアーおよびホーンズビー自身のソロツアーでは、歌手・演奏家として成長すること、ピアノという楽器の可能性をあらゆるジャンルで広げることへの欲求を見せた。
この時期には、デジタルリマスターしたライブ録音をCDのボックス・セットやウェブサイトからのダウンロードによって提供することも始めた。サイト「Bruce Hornsby Live」では、2002年より一部のライブ音源がダウンロードできるようになっている。2006年7月、CD4枚組にDVDを加えたボックス・セット『インターセクションズ』を発売。内容は「Top 90 Time」「Solo Piano, Tribute Records, Country-Bluegrass, Movie Scores」「By Request (Favorites and Best Songs)」の3パートに分かれており、収録曲の3分の1は未発表の音源、その他も大部分がシングルのB面曲や他アーティストとの共演作、映画サウンドトラックの曲である。この中で特筆すべきものとして、サックス奏者オーネット・コールマンとのデュエット、ロジャー・ウォーターズと共演したピンク・フロイドの「コンフォタブリー・ナム」がある。このボックス・セットはまた、ホーンズビーの自作曲を再アレンジする能力の高さ、とりわけライブ時のそれがよくわかるものでもあり、例えば「ザ・ヴァレー・ロード」は、ブルージーなファンク調のノイズメイカーズ・ライブバージョン、ニッティ・グリッティ・ダート・バンドによるグラミー賞を受賞したブルーグラスバージョン、そして緩い感じながらもグルーヴのあるブギのグレイトフル・デッドバージョンと、3つの異なるバージョンが収録されている。このほか、2007年のグラミー賞最優秀ポップインストゥルメンタル賞にノミネートされた曲「ソングH」("Song H") も収録されている。2006年のソロピアノ・ツアーのチケット購入者には、もれなくこのボックス・セットが配られた。
批評家は、ホーンズビーの異なるジャンルをまとめあげる力や、彼自身の楽曲を違った形で再構成しようとする熱意が、多くの人にとって「未だかつて聞いたことがない」であろうタイプの音楽、さもなくば「他に誰も作らないようなタイプの音楽」を作り出していると分析している。最近のコンサートでは、クラシック曲を演奏する試みも始めている。2007年のミズーリ州セントルイスでのコンサートでは、「ザ・ウェイ・イット・イズ」の中にヨハン・ゼバスティアン・バッハのゴルトベルク変奏曲をドラムの伴奏付きで盛り込むという一幕もあった。同じツアーでは、他の公演で「ゴナ・ビー・サム・チェンジズ・メイド」のイントロのドラムにかぶせる形で、ゴルトベルク変奏曲を5曲連続で演奏した。

### スキャッグス・アンド・ホーンズビー、ザ・ブルース・ホーンズビー・トリオ
2007年、ホーンズビーは2つの新しいプロジェクトを立ち上げ、それぞれで新しいアルバムを発表した。
ホーンズビーとリッキー・スキャッグスは、2000年に発表されたビル・モンローのブルーグラス・トリビュート・アルバム『ビッグ・マン』(Big Man) 収録の「ダーリン・コリー」("Darlin' Cory") で共演して以来、共同でプロジェクトを立ち上げることを話し合ってきた。そして2007年3月、スキャッグスのバンド「ケンタッキー・サンダー」(Kentucky Thunder) をバックに、2人によるブルーグラス・アルバム『リッキー・スキャッグス&ブルース・ホーンズビー』を発表し、共同でのツアーも設定された。このリッキー・スキャッグス&ブルース・ホーンズビーは、ブルーグラスとトラディショナルなカントリーをかけ合わせ、トラディショナルの「アクロス・ザ・ロッキー・マウンテン」("Across the Rocky Mountain") や「ヒルズ・オブ・メキシコ」から、「ユーモラスなアイスクリーム泥棒の話」である1曲目の「ザ・ドレッデド・スプーン」("The Dreaded Spoon") などの新曲まで「ホーンズビーのジャズピアノをちょっぴり、そしてユーモアのセンス」を展開している。2人はまた、ホーンズビーのヒット曲「マンドリン・レイン」をマイナーキーのアコースティック・バラードにアレンジしたり、「ナイト・オン・ザ・タウン」を取り上げたりもしている。アルバムの最後は、リック・ジェームスによるファンクのヒット曲「スーパー・フリーク」のブルーグラス・アレンジで締めくくられる。
本作は発売後から数週間、ビルボードブルーグラス・チャートのトップに立っていた。トラディショナルなブルーグラスという分野におけるピアノの役割を再発見したホーンズビーによって、弦楽器中心のブルーグラスにピアノは合わないという意見が間違いであることが証明され、批評家からは彼の演奏や曲作りが「ぶれておらず、焦点が合っていて、示唆に富む」と評価された。
このブルーグラス・プロジェクトと同時に、ホーンズビーはザ・ブルース・ホーンズビー・トリオ (The Bruce Hornsby Trio) を結成し、ジャズ・アルバム『キャンプ・ミーティング』を制作した。トリオの他のメンバーは、揃ってジャズの巨匠であるベースのクリスチャン・マクブライドとドラムのジャック・ディジョネットである。アルバムにはホーンズビーによる楽曲に加え、ジョン・コルトレーン、マイルス・デイヴィス、セロニアス・モンク、バド・パウエルらのカヴァー、オーネット・コールマンによる未録音の曲「クエスチョンズ・アンド・アンサーズ」("Questions and Answers")、さらにキース・ジャレットの初期の曲「デス・アンド・ザ・フラワー」("Death and the Flower") が収録されている。トリオは2007年の夏、プレイボーイ・ジャズ・フェスティバル、ニューポート・ジャズ・フェスティバル、ハリウッド・ボウルなど、数々のステージに登場した。
2007年を通じ、ホーンズビーは歴史上に残るコンサートに出演を続けた。1月4日、女性初のアメリカ合衆国下院議長となったナンシー・ペロシの資金集めパーティで、グレイトフル・デッドの元メンバーであるボブ・ウィアー、ビル・クロイツマンとミッキー・ハートが再び集まり、ホーンズビー、マイク・ゴードン（フィッシュ、リズム・デビルズ）、ウォーレン・ヘインズとともに「ユア・ハウス・バンド」(Your House Band) の名前で「トラッキン」や「タッチ・オブ・グレイ」といったデッドの曲を演奏した。このイベントには、他にトニー・ベネット、ワイクリフ・ジョンやキャロル・キングらが出席していた。またアメリカ建国400周年に当たる5月12日には、ブルース・ホーンズビー・アンド・ザ・ノイズメイカーズとして、バージニア州ジェームズタウンでロック・R&B・プログレッシブブルーグラスのライブを開催し、リッキー・スキャッグスとケンタッキー・サンダーのほか、チャカ・カーンなどのグラミー賞受賞者仲間たちも参加した。
ホーンズビーはまた、『SCKBSTD』と題したブロードウェイミュージカルの作曲も手がけた。これは不動産業界の大物ドナルド・トランプの伝記を面白おかしく描いたもので、その中の一曲「ザ・ドン・オブ・ドンズ」("The Don of Dons") は2007年前半のソロ公演で早くも披露された。また2009年、スパイク・リーが監督したNBA選手コービー・ブライアントのドキュメンタリー『Kobe Doin' Work』の音楽も担当した。2014年には、パット・メセニー・ユニティ・グループのツアーの一部公演に参加した。

## 人物
ホーンズビーは現在、スタインウェイ・アンド・サンズのコンサート・グランドピアノを使用している。このピアノは1995年にヨーロッパでのソロツアーの際、スイス・チューリッヒで購入したものである。それ以前は、ザ・レインジ時代からボールドウィンのコンサート・グランドピアノを使っていた。シンセサイザーはコルグ・M1を使っている。ザ・レインジ時代はオーバーハイム・OB-Xシンセサイザーのユーザであった。
スタインウェイは、自社の新たな「リミテッド・エディション・シグネチャー・ピアノ・シリーズ」でホーンズビーを起用すると発表した。スタインウェイのモデルBグランドピアノから10台が選ばれてこのコレクションに加えられ、10台にはそれぞれにホーンズビーのサインが入る。ホーンズビー自身は同社のモデルDグランドピアノを3台所有している。
音楽以外の面では、ホーンズビーはバスケットボールの熱心なファンであり、また自らも大学時代からプレーしている。このため、バージニア州での大学バスケットボールの試合に足を運んでいる姿がしばしば目撃されている。また、メジャーリーグベースボールのセントルイス・カージナルスで監督を務めていたトニー・ラルーサとは個人的な友人であり、時間があればセントルイスでの試合を観戦に訪れる。ブルース・ホーンズビー・トリオを組んだクリスチャン・マクブライドを最初にホーンズビーに紹介したのもラルーサである。
2009年製作の映画『ディア・ダディ 嘘つき父さんの秘密』では、ロビン・ウィリアムズ演じる主人公がホーンズビーのファンという設定がされた。この映画にはホーンズビー自身もカメオ出演している。
母校であるマイアミ大学の音楽学部に奨学金を提供し、学生がジャンルの枠を超えた曲作りを学ぶのを支援しているほか、地元ウィリアムズバーグのFMラジオ放送局「The Tide」の共同オーナーでもある。
ホーンズビーはクリスチャン・サイエンスの家庭で育ち、その影響がいくつかの曲にも表れている。しかし、彼は高校以後はほとんど教会に通っておらず、現在の信仰については詳細が分かっていない。ホーンズビーは現在も家族とともにウィリアムズバーグの郊外で暮らしている。ラッセルとキースという名前の2人の息子がおり、これはレオン・ラッセルとキース・ジャレットにちなんだものである。
甥のR.S.ホーンズビーもミュージシャンで、ノイズメーカーズのレコーディングなどに参加したこともあるギタリストであったが、2009年1月15日に交通事故により28歳で死去した。

## ディスコグラフィ
| ブルース・ホーンズビー名義 ザ・レインジ The Way It Is （1986年）アメリカ3位、 RIAA : トリプルプラチナ（ RCAレコード ） The Way It Is Tour (1986-1987) （1987年）ライブ・アルバム（RCAレコード） Scenes from the Southside （1988年）アメリカ5位、RIAA: プラチナ（RCAレコード） A Night on the Town （1990年）アメリカ20位（RCAレコード） ソロ Harbor Lights （1993年）アメリカ46位（RCAレコード） Hot House （1995年）アメリカ68位（RCAレコード） Spirit Trail （1998年）アメリカ148位（RCAレコード） Marian McPartland's Piano Jazz: Bruce Hornsby （2005年）※ マリアン・マックパートランド によるシリーズ『Marian McPartland's Piano Jazz』の一枚 Intersections (1985-2005) （2006年）（ レガシー・レコーディングス ） Solo Concerts （2014年）（ ヴァンガード ） Absolute Zero （2019年）(Zappo Productions) Non-Secure Connection （2020年）(Zappo Productions) ' Flicted （2022年） (Zappo Productions) ザ・ノイズメイカーズ Here Come The Noise Makers （2000年）ライブ・アルバム、アメリカ167位（RCAレコード） Big Swing Face （2002年）（RCAレコード） Halcyon Days （2004年）アメリカ86位（ コロムビア・レコード ） Levitate （2009年）（ ヴァーヴ ） Bride of the Noisemakers （2011年）ライブ・アルバム（ 429レコード ） Rehab Reunion （2014年）（429レコード） スキャッグス＆ホーンズビー Ricky Skaggs & Bruce Hornsby （2007年）（ ソニーBMG/レガシー ） ブルース・ホーンズビー・トリオ Camp Meeting （2007年） コンピレーション Greatest Radio Hits （2004年） Playlist: The Very Best of Bruce Hornsby （2010年） The Essential Bruce Hornsby （2015年） | 他アーティストとの共同作業 グレイトフル・デッド Infrared Roses （1991年） Dick's Picks Volume 9 （1997年） So Many Roads (1965-1995) （1999年） Dick's Picks Volume 17 （2000年） View From The Vault, Volume Two （2001年）DVDも発売 Grateful Dead Download Series Volume 11 （2006年） Road Trips Volume 2 Number 1 （2008年） 30 Trips Around the Sun （2015年） 30 Trips Around the Sun: The Definitive Live Story 1965–1995 （2015年） Robert F. Kennedy Stadium, Washington, D.C., July 12 & 13, 1989 （2017年） Giants Stadium 1987, 1989, 1991 （2019年） Saint of Circumstance （2019年） アザー・ワンズ The Strange Remain （1999年） グレイトフル・デッド関連のコンピレーション Deadicated: A Tribute to the Grateful Dead （Various Artists, 1991年） Grayfolded: Transitive Axis （グレイトフル・デッド／ ジョン・オズワルド 、1994年） Grayfolded: Mirror Ashes （グレイトフル・デッド／ジョン・オズワルド、1995年） The Concert For The Rock And Roll Hall Of Fame （Various Artists, 1996年） Mystery Box （ミッキー・ハート、1996年） Furthur （Various Artists, 1997年） Furthur More （Various Artists, 1997年） Grayfolded （グレイトフル・デッド／ジョン・オズワルド、1996年） Furthur Most （Various Artists, 2000年） Over The Edge And Back （ミッキー・ハート、2002年） Gilford, NH, September 2, 2005 （ラットドッグ、2005年） Atlantic City, NJ, September 4, 2005 （ラットドッグ、2005年） Pure Jerry: Hampton, Virginia, November 9, 1991 （ジェリー・ガルシア・バンド、2006年） |